# Cellino San Marco
Cellino San Marco község (comune) Olaszország Puglia régiójában, Brindisi megyében.

## Fekvése
Brindisitől délre, a Salento területén fekszik.

## Története
A középkorban a település központja La Mea volt (ma egy kis tanya). Legrégebbi temploma a 15. századból származik. A San Marco-templomot egy korábbi, 9. századi görög bazilika alapjaira építették. A település hűbérutainak palotája a 16. században épült, majd a 17. században bővítették ki. 1806-ban vált önálló községgé, amikor a Nápolyi Királyságban felszámolták a feudalizmust. 

## Népessége
A népesség számának alakulása:

## Főbb látnivalói
- Palazzo Baronale - a 16. században épült a település hűbérurai számára.
- San Marco Evangelista-templom - a 18. században épült.